# Arcángel San Rafael (Julio Romero de Torres)
Arcángel San Rafael es una obra del pintor simbolista español Julio Romero de Torres, nacido en Córdoba, Andalucía. Realizada en 1925, representa al arcángel Rafael con unas formas muy femeninas.
La obra fue encargada por el alcalde de Córdoba en ese momento, José Cruz Conde. Probablemente sea la obra donde más se aprecia la influencia del Museo Provincial de Pinturas, más tarde Museo de Bellas Artes de Córdoba, cuya sede se encontraba en la misma vivienda de los Romero de Torres. Por ejemplo, el pedestal sobre el que está apoyado el arcángel Rafael tiene una clara influencia de la obra La virgen de los plateros realizada por el artista Valdés Leal en 1656, al igual que ocurre en su obra La saeta. Asimismo, la cartela proviene de un dibujo del artista cordobés Antonio del Castillo que estaba inacabado, por lo que aparece convenientemente tapado con un manto.
A pesar de que los ángeles no tienen género, se aprecia un Rafael muy femenino, incluso la modelo fue una mujer, Francisca Colomer Sierra, conocida como la Rubia de Málaga. Bajo el arcángel aparecen dos mujeres encarnando las dos sendas o caminos de la vida que aparecen tan frecuentemente en su obra como Amor sagrado, amor profano. Una de ellas es Elisa Muñiz, una bailaora sevillana conocida como Amarantina, y Custodia Romero, una cantaora de Linares llamada la Venus de bronce que le ofrece unos claveles blancos al arcángel.En el fondo de la obra aparece el puente romano de Córdoba y la torre de la Calahorra.